# マルセル・エーレンシュミット
マルセル・エーレンシュミット（Marcelle Herrenschmidt, 1895年4月25日 - 1974年8月12日）は、フランスのピアノ奏者。
パリの生まれ。パリ音楽院でイシドール・フィリップにピアノを学び、フィリップの助手を務めた後、リヨン音楽院で後進の指導に当たった。
サナリー＝シュル＝メールにて没。